# Edith Wilson

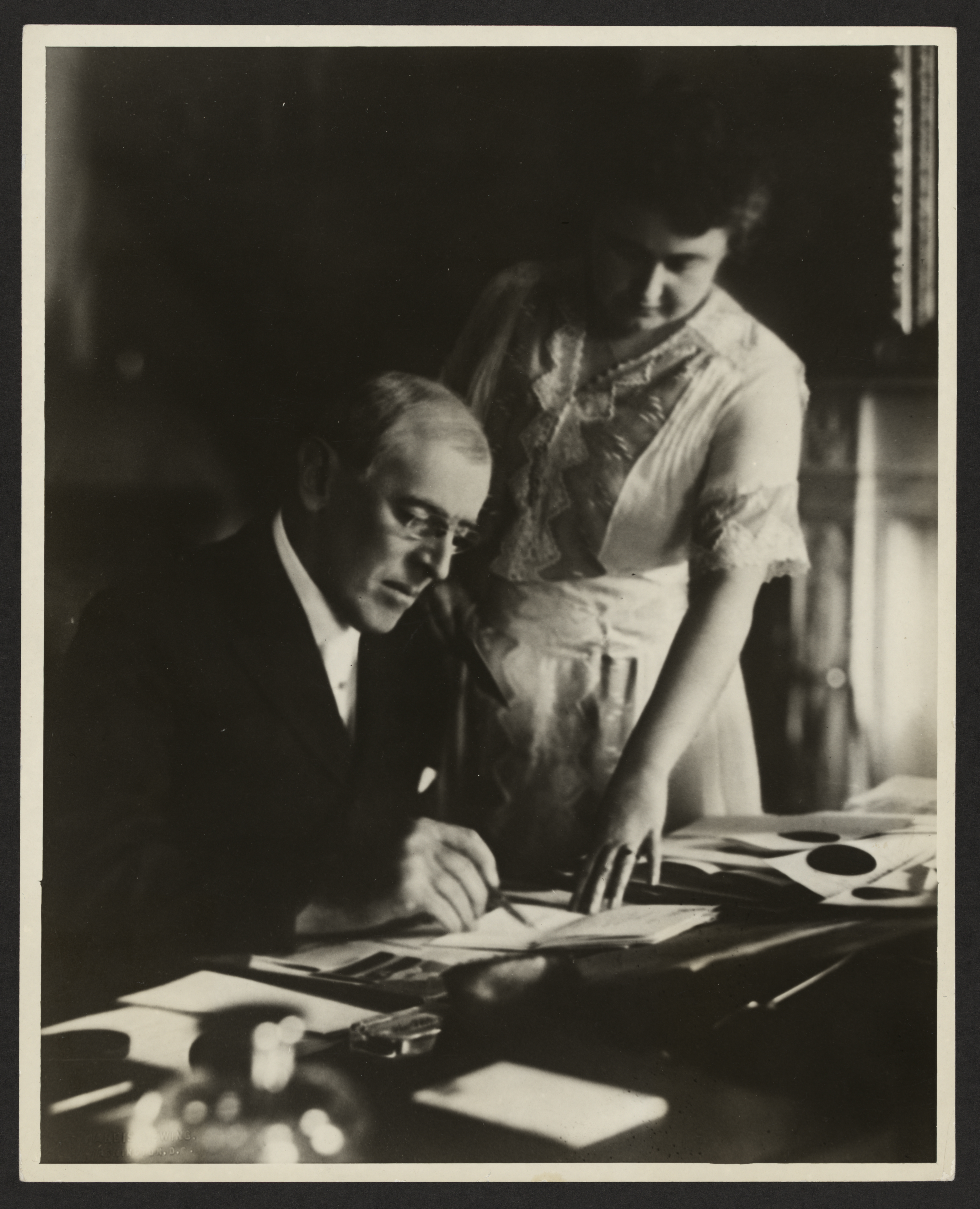
Pierwsza pozowana fotografia prezydenta Wilsona po udarze (czerwiec 1920 r.)

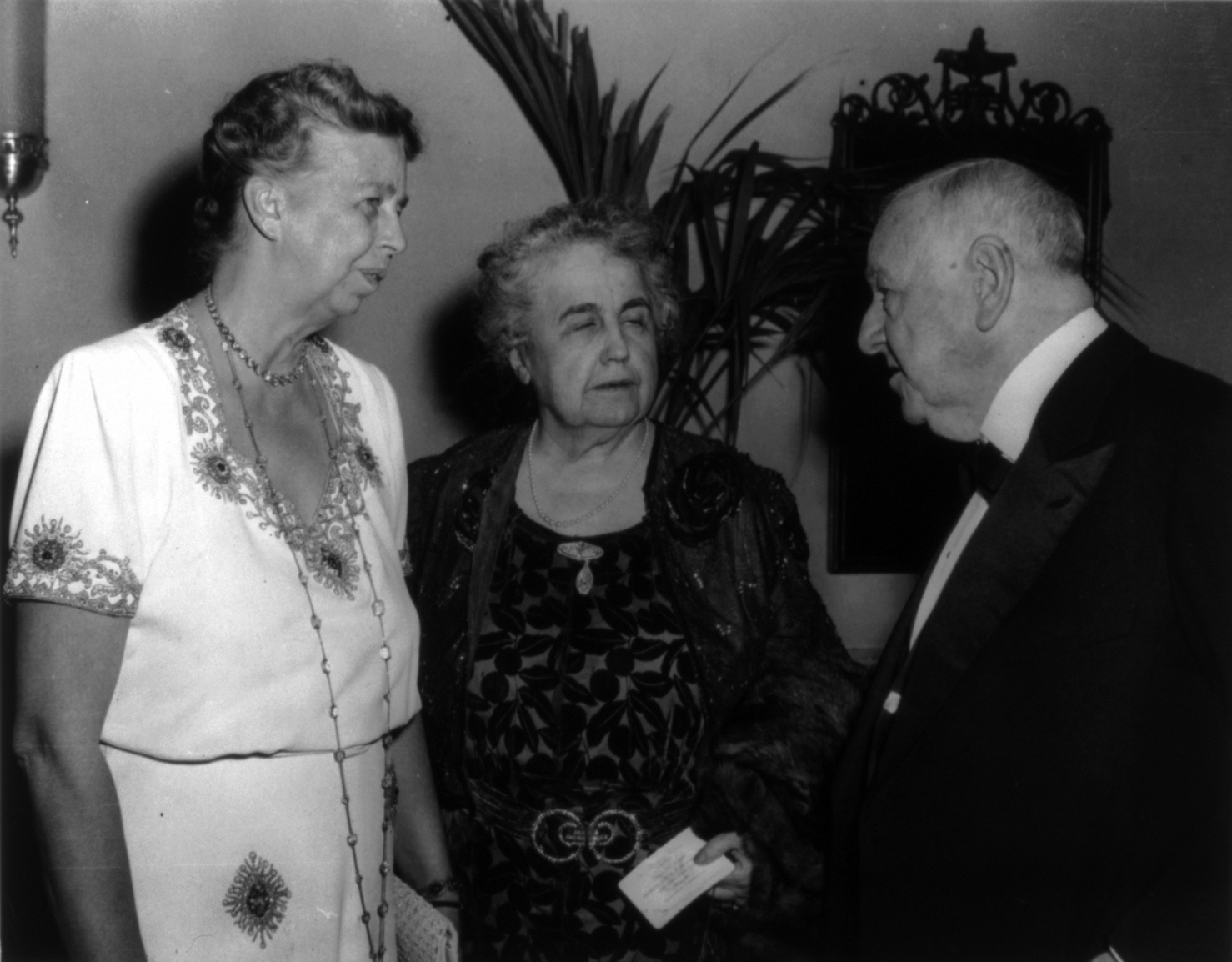
Eleanor Roosevelt, Edith Wilson i Josephus Daniels (1945 r.)

Edith Bolling Galt Wilson (ur. 15 października 1872 w Wytheville w Wirginii, zm. 28 grudnia 1961 w Waszyngtonie) – pierwsza dama Stanów Zjednoczonych w latach 1915–1921, żona 28. prezydenta USA Thomasa Woodrowa Wilsona.
Gdy prezydent doznał rozległego wylewu krwi do mózgu w październiku 1919 roku, Edith Wilson służyła za łącznika pomiędzy chorym prezydentem a jego gabinetem, decydując które z przedkładanych spraw faktycznie wymagają jego udziału. Z tego względu wiele źródeł uznaje ją za de facto pierwszą kobietę w historii nadzorującą władzę wykonawczą w USA i pierwszą damę, która przejęła na siebie część obowiązków prezydenta USA. W roli tej trwała do końca drugiej kadencji męża w marcu 1921 roku.

## Życiorys
Pochodziła z rodziny byłych właścicieli niewolniczych plantacji tytoniu, jej dziadek utracił swoją w czasie wojny secesyjnej. Urodziła się 15 października 1872 r. w Wytheville jako córka Williama Holcombe'a i jego żony Sally White. Jej ojciec był sędzią wywodzącym się z wirginijskiej arystokracji. Była siódmym z jedenaściorga dzieci i w dziewiątym pokoleniu potomkiem Pocahontas. Jako że jej rodzina utraciła większość dochodów podczas wojny, młoda Edith wychowywała się w ciasnym mieszkaniu położonym nad sklepem. Początkowo nie uczęszczała do żadnej szkoły, dopiero w latach 1887–1888 uczyła się w Martha Washington College, ale porzuciła naukę po dwóch semestrach. Następnie rok spędziła w domu. W kolejnym roku szkolnym (1889–1890) uczęszczała do The Richmond Female Seminary, jednak nie mogła tam kontynuować edukacji, ponieważ szkoła została zamknięta.
Pierwszym mężem Edith był Norman Galt, którego rodzina prowadziła dobrze prosperujący sklep jubilerski w Waszyngtonie. Poznała go w 1891 roku, podczas wizyty w Waszyngtonie u siostry, której mąż był jego kuzynem. Wyszła za mąż w pięć lat później. Para miała jedno dziecko (syna), które urodziło się w 1903 roku i zmarło po kilku dniach. Norman Galt zmarł w 1908 roku, a Edith odziedziczyła rodzinny biznes. W czasie trwania małżeństwa Edith przeszła zabieg usunięcia wyrostka robaczkowego, jednak z uwagi na niechęć do szpitali, operacji dokonano w domu.
Wdowa wynajęła menedżera do zarządzania sklepem, co przynosiło jej przez kolejne lata znaczny dochód. Dzięki zyskom ze sklepu stała się szybko postacią powszechnie znaną w mieście stołecznym. W tym okresie często podróżowała z siostrą i przyjaciółką Alice Gordon do Europy. O rękę Alice Gordon starał się w tym czasie Gary Grayson, który był lekarzem prezydenta Wilsona. To za jego sprawą Edith zaczęła bywać w Białym Domu i w marcu 1915 r. poznała Wilsona, który od niedawna był wdowcem.
Pierwszy raz Wilson oświadczył się jej na początku maja tego samego roku, jednak Edith nie zgodziła się na ślub, choć chciała kontynuować znajomość. Po zatopieniu parowca Lusitania w USA rozpoczęła się intensywna debata na temat tego, czy przystępować do wojny w Europie. Wilson włączył wówczas Edith do nieoficjalnego grona doradców i prowadził z nią długie rozmowy dotyczące kierunków prowadzenia polityki. To zaangażowanie w sprawy państwowe zacieśniło więź między nimi i przez całe lato Wilson używał spraw państwowych jako sposobu na przekonanie Edith do małżeństwa, w tym celu dzielił się z nią dokumentami państwowymi. Ostatecznie 29 czerwca tego roku Edith przyjęła oświadczyny.
Większość doradców odradzała Wilsonowi ponowny ślub, w szczególności zaś zawieranie go tuż przed zbliżającymi się wyborami, jednak ostatecznie 6 października Wilson osobiście spisał oświadczenie dla prasy, w którym informował o zaręczynach i planowanym ślubie oraz jednocześnie ogłosił swoje poparcie dla kwestii przyznania kobietom praw wyborczych. 18 grudnia 1915 r. wyszła za mąż za Wilsona, sama uroczystość odbyła się w kameralnym gronie w jej domu w Waszyngtonie. Ślubu udzielał pastor prezbiteriański (takiego wyznania był pan młody) i pastor episkopalny (takiego wyznania była panna młoda).
Gdy Edith została pierwszą damą, pomagała prezydentowi w codziennych obowiązkach. Przeglądała dokumenty państwowe, segregowała pocztę i brała udział w spotkaniach politycznych. Kiedy w 1917 roku Stany Zjednoczone przystąpiły do I wojny światowej, Edith rozszerzyła swoją działalność jako pierwsza dama. Osobiście szyła mundury dla żołnierzy, dochody z hodowli owiec przy Białym Domu przeznaczała na Czerwony Krzyż, a także uczestniczyła w spotkaniach wojskowych. Ponadto, w grudniu 1918 roku, pojechała wraz z mężem na konferencję pokojową do Paryża. Aby uzyskać poparcie dla ratyfikacji traktatu wersalskiego, Wilson udał się w podróż po kraju.
Gdy 2 października 1919 r. prezydent doznał rozległego wylewu krwi do mózgu, po którym miał sparaliżowaną lewą stronę ciała, Edith zataiła fakt choroby męża, utrzymując iż jest on tylko przemęczony. W czasie jego choroby i związanej z nią siedmiomiesięcznej nieobecności uczestniczyła w posiedzeniach rządu i przejmowała dokumenty adresowane do prezydenta, pozwalając członkom gabinetu na zajmowanie się pozostałymi kwestiami. Z tego powodu pojawiły się podejrzenia, że pierwsza dama podejmuje polityczne decyzje i przejmuje kontrolę nad rządem. Przez przeciwników politycznych Wilsona, była nazywana m.in.: „sekretnym prezydentem”, „panią prezydent”, „Pierwszym Mężem Stanów Zjednoczonych” lub „regentką”, niemniej jej aktywność i zakres władzy w tym okresie czyni ją jedną z najbardziej kontrowersyjnych pierwszych dam w historii USA.
Po powrocie do zdrowia, prezydent rozważał kandydowanie na trzecią kadencję, aby jeszcze raz spróbować przekonać Senat do ratyfikacji traktatu wersalskiego, jednak Edith sprzeciwiła się temu pomysłowi. Pierwsza dama stanowczo sprzeciwiała się także przyznaniu nominacji Williamowi Gibbsowi McAdoo, ostatecznie kandydatem Partii Demokratycznej został James Cox.
Po zakończeniu kadencji Wilsona, para zamieszkała w rezydencji przy S Street w Waszyngtonie, a Edith opiekowała się mężem do jego śmierci w 1924 roku. Resztę życia poświęciła na troskę o spuściznę po mężu, decydowała także o udostępnianiu pozostałych po nim dokumentów, jako że wówczas tego typu zbiory nie były jeszcze uważane za własność publiczną. W 1939 r. wydała wspomnienia z okresu wspólnego życia z mężem pt. My Memoir (pol. Mój pamiętnik). Sprawowała także bezpośredni nadzór nad produkcją filmu Wilson z 1944 roku i ściśle współpracowała z Rayem Stannardem Bakerem przy ośmiotomowej biografii Wilsona. W późniejszych latach przekazała dom przy S Street na cele fundacji dbającej o dziedzictwo narodowe, zabiegała także o przekształcenie w zabytek domu rodzinnego Wilsona.
W okresie międzywojennym kilkakrotnie podróżowała do Europy, angażując się w wydarzenia związane z Ligą Narodów, m.in. w 1925 r. odwiedziła jej nową siedzibę i została przyjęta owacją. Chociaż odmawiała zaangażowania w bieżącą działalność Partii Demokratycznej, była postrzegana jako potencjalny kandydat na wiceprezydenta w czasie wyborów w 1928 roku. Podczas tych wyborów jej aktywność ograniczyła się jednak do obecności na konwencji partyjnej i wygłoszenia przemówienia. 8 grudnia 1941 roku uczestniczyła jako gość w posiedzeniu Kongresu, na którym prezydent Franklin Roosevelt zwrócił się do parlamentu o wypowiedzenie wojny państwom Osi.
Utrzymywała także bliskie kontakty z kolejnymi pierwszymi damami, przede wszystkim z Grace Coolidge, Eleanor Roosevelt i Mamie Eisenhower.
Po raz ostatni Edith Wilson pojawiła się publicznie 20 stycznia 1961 r. na uroczystości zaprzysiężenia 35. prezydenta USA Johna F. Kennedy’ego, którego kampanię wspierała. W listopadzie 1961 r. przeszła infekcję płuc. Rankiem 28 grudnia tego samego roku zmarła na serce. Później tego samego dnia – w dniu 105. rocznicy urodzin jej męża – miała otworzyć most jego imienia w Waszyngtonie.

## Odznaczenia
- Wielka Wstęga Orderu Odrodzenia Polski (1931)[17]